# El huésped de las tinieblas
El huésped de las tinieblas  és una pel·lícula històrica espanyola de 1948 dirigida per Antonio del Amo i protagonitzada per Carlos Muñoz i Pastora Peña. Retrata la vida de l'il·lustre poeta del romanticisme espanyol Gustavo Adolfo Bécquer.

## Sinopsi
El poeta Gustavo Adolfo Bécquer cau en un amor impossible que li produeix angoixa i terribles malsons, al final, ell i la seva estimada moren a l'uníson i ascendeixen cap a una estrella.

## Repartiment
- Manuel Aguilera
- Fernando Aguirre
- Valeriano Andrés
- Manuel Arbó
- Mario Berriatúa
- Tomás Blanco
- Irene Caba Alba
- María Carrizo
- Carlos Casaravilla
- Félix Fernández
- Elda Garza
- Julia Lajos
- Arturo Marín
- Mari Paz Molinero
- Carlos Muñoz
- Rufino Inglés
- Nicolás D. Perchicot
- Pastora Peña
- Joaquín Roa
- Conrado San Martín